# Jamshedpur Football Club
Il Jamshedpur è una società calcistica indiana con sede nella città di Jamshedpur che milita nella Indian Super League.

## Storia
L'11 maggio 2017, è stato annunciato dagli organizzatori dell'Indian Super League, Football Sports Development , che avrebbero inviato le offerte a delle nuove nuove squadre ad aderire al campionato per la prossima stagione. Le offerte sarebbero per dieci città, vale a dire Ahmedabad, Bangalore, Cuttack, Durgapur, Hyderabad, Jamshedpur, Kolkata, Ranchi, Siliguri e Thiruvananthapuram.
Il 25 maggio 2017, è stato annunciato che l'invio delle offerte alle nuove squadre era terminata e che il validatore esterno nominato dal campionato avrebbe guardato le offerte Due settimane dopo, il 12 giugno, è stato ufficialmente annunciato che il Bengaluru Football Club (per la città di Bengaluru) e Tata Steel (per la città di Jamshedpur) avevano vinto le offerte.
Dopo aver vinto l'offerta di espansione per entrare nell'Indian Super League, Tata ha annunciato il 14 luglio 2017 che l'allenatore per la nuova squadra, sarebbe stato Steve Coppell. Nove giorni dopo, il 23 luglio, prima dell'ISL Players Draft, vengono rivelati il nome ufficiale del team e il logo. Il club è stato nominato ufficialmente Jamshedpur FC.Durante il draft, il Jamshedpur ha avuto la prima scelta: Anas Edathodika è diventato la prima scelta del club e quindi il primo giocatore nella storia del Jamshedpur FC. La prima stagione per il Jamshedpur si conclude con il 5º posto. La stagione successiva, la conclude in semifinale perdendo contro il Kerala Blasters. Nella stagione 2021-2022 arriva primo nella stagione regolare e vince il League Winners' Shield.

## Strutture

### Stadio
Il JRD Tata Sports Complex è lo stadio casalingo del Jamshedpur e ha una capienza di 24.424 posti.

## Allenatori e presidenti
| Allenatori - 2017-2018 Steve Coppell - 2018-2019 César Ferrando - 2019-2020 Antonio Iriondo - 2020-2022 Owen Coyle - 2022-2023 Aidy Boothroyd - 2023 Scott Cooper - 2023-2025 Khalid Jamil | Presidenti - 2017-attuale Chanakya Chaudhary |

## Organico

### Rosa
| N. |                     | Ruolo | Calciatore          |
| -- | ------------------- | ----- | ------------------- |
|    | India (bandiera)    | P     | Rakshit Dagar       |
|    | India (bandiera)    | P     | Vishal Yadav        |
|    | India (bandiera)    | P     | Mohit Singh Dhami   |
|    | India (bandiera)    | P     | Albino Gomes        |
|    | India (bandiera)    | D     | Saphaba Singh Telem |
|    | India (bandiera)    | D     | Wungngayam Muirang  |
|    | India (bandiera)    | D     | Pratik Chowdhary    |
|    | India (bandiera)    | D     | Muhammed Uvais      |
|    | India (bandiera)    | D     | Provat Lakra        |
|    | India (bandiera)    | D     | Ricky Lallawmawma   |
|    | India (bandiera)    | C     | Seiminlen Doungel   |
|    | Giappone (bandiera) | C     | Rei Tachikawa       |

| N. |                   | Ruolo | Calciatore          |
| -- | ----------------- | ----- | ------------------- |
|    | India (bandiera)  | C     | Komal Thatal        |
|    | India (bandiera)  | C     | Pronay Halder       |
|    | India (bandiera)  | C     | Imran Khan          |
|    | India (bandiera)  | C     | Ritwik Das          |
|    | Serbia (bandiera) | C     | Alen Stevanović     |
|    | India (bandiera)  | C     | Emil Benny          |
|    | India (bandiera)  | C     | Germanpreet Singh   |
|    | India (bandiera)  | C     | Nongdamba Naorem    |
|    | India (bandiera)  | A     | Nikhil Barla        |
|    | Spagna (bandiera) | A     | Javier Siverio      |
|    | India (bandiera)  | A     | Sanan Mohammed K    |
|    | India (bandiera)  | A     | Thongkhosiem Haokip |

### Staff tecnico
- Khalid Jamil - Allenatore
- Steven Dias - Vice allenatore
- Dragan Draskovic  - Allenatore portieri
- Vivek Nigam  - Fisioterapista

## Palmarès

### Competizioni nazionali
- ISL Shield: 1

2021-2022